# Concei
Concei é uma comuna italiana da região do Trentino-Alto Ádige, província de Trento, com cerca de 758 habitantes. Estende-se por uma área de 30 km², tendo uma densidade populacional de 25 hab/km². Faz fronteira com Tione di Trento, Bleggio Superiore, Fiavè, Zuclo, Tenno, Pieve di Bono, Riva del Garda, Bezzecca, Pieve di Ledro.